# Vicent Fe Castell
Vicent Fe Castell (Manuel, 15 de març de 1875 - Mèxic, 27 de novembre de 1945) fou un periodista i polític valencià.

## Biografia
Estudià farmàcia i medicina a la Universitat de València. Abans d'acabar els estudis col·laborava a El Mercantil Valenciano, del que durant la Segona República Espanyola en fou director. Després es vinculà al valencianisme i al republicanisme, col·laborant a València Nova (1906), El Cuento del Dumenche (1908) i El Cuento Valencià (1910) i escrivint obres de teatre i sainets en valencià a l'estil d'Eduard Escalante. El 1929 fou desterrat per la dictadura de Primo de Rivera i posteriorment milità a Acció Republicana.
A les eleccions generals espanyoles de 1931 fou candidat per la Dreta Liberal Republicana, però no fou escollit. A les eleccions generals espanyoles de 1936 fou elegit diputat per la província de Castelló com a independent dins Izquierda Republicana. Durant la guerra civil espanyola el seu diari El Mercantil Valenciano fou intervingut per les autoritats fins a 1937 i el seu xalet al Vedat de Torrent fou residència del general José Miaja Menant
En acabar la Guerra Civil espanyola es va exiliar a França i gràcies al SERE pogué marxar a la República Dominicana i després a Mèxic, on va morir en 1945.

## Obres
- El primer tenor (1896)
- Portfolio de València (1898)
- Els payasos (sic) llibret de sarsuela en col·laboració amb Joan Baptista Pont i Moncho, música de José García Sola i Eduard Genís
- Les viudes de la plaseta, els festeros de la guasa o Catarrocha descuberta (1900)
- Els fantasmes del solar o Les coses de València (1907)
- Carmela la pentinaora (1908)